# Olios yucatanus
Olios yucatanus là một loài nhện trong họ Sparassidae.
Loài này thuộc chi Olios. Olios yucatanus được Ralph Vary Chamberlin miêu tả năm 1925.